# 2024年の教育
2024年の教育（2024ねんのきょういく）では、2024年（令和6年）の教育に関する出来事・予定を記述する。
2023年の教育-2024年の教育-2025年の教育

## 予定・出来事

### 1月
- 1月3日 - 令和6年能登半島地震の影響により、大学入学共通テストを受験できない受験生に追試験の受験を認める予定であると発表[1]。
- 14日-15日 - 大学入学共通テスト[2]。
- 27日-28日 - 大学入学共通テスト追・再試験。

### 2月
- 2月16日 - 名古屋女子大学が2025年度より共学化し名古屋葵大学へ名称変更の上短期大学部を募集停止すると発表[3][4]。
- 2月26日 - 福岡県みやま市の小学校で、1年生の男子児童が給食のおでんに入っていたうずらの卵を喉に詰まらせ、窒息して死亡[5]。

### 3月
- 3月20日 - 敬宮愛子内親王が学習院大学を卒業[6]。

### 4月
- 小学校5年生から中学校3年生の英語でデジタル教科書を導入[7]。
- 以下の大学が開学[8]。
  - 北海道武蔵女子大学
  - 仙台青葉学院大学
  - 愛知医療学院大学
  - 高知健康科学大学

### 10月
- 10月1日 - 東京工業大学と東京医科歯科大学が統合され、東京科学大学が開学[9]。